# Ovida
Ovida (? - 480) là một vị tướng vào cuối thời Đế quốc Tây La Mã và là nhà cai trị cuối cùng của xứ Dalmatia.
Sau cuộc binh biến của Flavius Orestes chống lại Hoàng đế Tây La Mã Julius Nepos vào ngày 28 tháng 8 năm 475, Ovida vẫn trung thành với cựu Hoàng đế và kịp thời hộ tống ông trốn tới Dalmatia. Tình hình ở Dalmatia, trái ngược với tình hình tại phần còn lại của Đế quốc khá là ổn định, đủ để cứu trợ dân chúng và các binh đoàn lê dương. Trong ba năm tới, Nepos cai trị xứ Dalmatia trong khi con trai của Orestes là vị Hoàng đế Tây La Mã cuối cùng Romulus Augustus đã bị viên tướng người Scirii là Odoacer phế truất ngôi vị.
Tuy nhiên, vào năm 479 Nepos bắt đầu lên kế hoạch cho một chiến dịch nhằm chiếm lại nước Ý từ tay quân rợ. Các tin tức về những cuộc phiêu lưu quân sự ở nước Ý xa xôi không phù hợp với quân đội chủ yếu là người Dalmatia; cho đến thời điểm này, Dalmatia đã độc lập trên thực tế được hai mươi lăm năm và không có tham vọng lớn để gây nguy hại bằng cách kích động Odoacer. Vào mùa xuân năm 480 Nepos bị ám sát. Các nguồn sử liệu đã để lại ba niên đại khác nhau về cái chết của Nepos và ba nghi phạm khác nhau gây ra vụ ám sát này. Hoàng đế đã bị một tên lính bất mãn đâm chết vì cố gắng đỡ đòn tấn công của ông, hay bởi gián điệp của Glycerius, vị Hoàng đế Tây La Mã trước Nepos và là người căm ghét ông hoàn toàn, hoặc là bởi Ovida đang nắm quyền kiểm soát các đạo quân lê dương Dalmatia.
Nepos được sự ủng hộ của Hoàng đế Đông La Mã là Zeno mà Odoacer trên danh nghĩa là một chư hầu của ông này. Hành động theo nhiệm vụ được yêu cầu như là thuộc cấp của Zeno ở Ý, Odoacer đã sử dụng các tin tức về vụ ám sát như một cái cớ để xâm lược Dalmatia. Ovida đóng vai trò là nhân vật quyền thế duy nhất còn lại ở Dalmatia, đã buộc phải cố thủ Dalmatia để chống lại đoàn quân chinh phục của Odoacer trong một cuộc chiến tranh ngắn ngủi được kết thúc với cái chết của Ovida vào ngày 9 tháng 12 năm 480. Dalmatia bị sáp nhập thành một phần trong Vương quốc Ý của Odoacer.